# Mistrzostwa Świata w Piłce Nożnej 2006 (eliminacje strefy CONCACAF)/Runda finałowa
W finale sześć ekip z rundy półfinałowej zagrało ze sobą w jednej grupie systemem mecz i rewanż. Trzy najlepsze zespoły zakwalifikowały się do Mistrzostw Świata, czwarta rozegrała dodatkowy baraż ze zwycięzca dodatkowego meczu między drużynami z Azji.

## Tabela
| Reprezentacja     | Pkt | M  | Z | R | P | Br+ | Br- | +/- |
| ----------------- | --- | -- | - | - | - | --- | --- | --- |
| Stany Zjednoczone | 22  | 10 | 7 | 1 | 2 | 16  | 6   | 10  |
| Meksyk            | 22  | 10 | 7 | 1 | 2 | 22  | 9   | 13  |
| Kostaryka         | 16  | 10 | 5 | 1 | 4 | 15  | 14  | 1   |
| Trynidad i Tobago | 13  | 10 | 4 | 1 | 5 | 10  | 15  | -5  |
| Gwatemala         | 11  | 10 | 3 | 2 | 5 | 16  | 18  | -3  |
| Panama            | 2   | 10 | 0 | 2 | 8 | 4   | 21  | -17 |

|                   | Gwatemala | Kostaryka | Meksyk | Panama | Stany Zjednoczone | Trynidad i Tobago |
| ----------------- | --------- | --------- | ------ | ------ | ----------------- | ----------------- |
| Gwatemala         | –         | 3:1       | 0:2    | 2:1    | 0:0               | 5:1               |
| Kostaryka         | 3:2       | –         | 1:2    | 2:1    | 3:0               | 2:0               |
| Meksyk            | 5:2       | 2:0       | –      | 5:0    | 2:1               | 2:0               |
| Panama            | 0:0       | 1:3       | 1:1    | –      | 0:3               | 0:1               |
| Stany Zjednoczone | 2:0       | 3:0       | 2:0    | 2:0    | –                 | 1:0               |
| Trynidad i Tobago | 3:2       | 0:0       | 2:1    | 2:0    | 1:2               | –                 |

## Wyniki
| 9 lutego 2005 15:38 | Trynidad i Tobago · Angus Eve 87' | 1:2(0:1)raport | Stany Zjednoczone · Eddie Johnson 23' · Eddie Lewis 53' | Queen’s Park Oval, Port-of-Spain Widzów: 11 000 Sędzia: Benito Archundia (Meksyk) |
|                     |                                   |                |                                                         |                                                                                   |

| 9 lutego 2005 19:00 | Panama | 0:0raport | Gwatemala | Estadio Rommel Fernández, Panama Widzów: 20 000 Sędzia: Peter Prendergast (Jamajka) |
|                     |        |           |           |                                                                                     |

| 9 lutego 2005 20:00 | Kostaryka · Paulo Wanchope 38' | 1:2(1:2)raport | Meksyk · Jaime Lozano 8' · Jaime Lozano 10' | Estadio Ricardo Saprissa Aymá, San José Widzów: 22 000 Sędzia: Carlos Batres (Gwatemala) |
|                     |                                |                |                                             |                                                                                          |

| 26 marca 2005 18:00 | Kostaryka · Whayne Wilson 40' (k.) · Roy Myers 90+1' | 2:1(1:0)raport | Panama · Roberto Brown 58' (k.) | Estadio Ricardo Saprissa Aymá, San José Widzów: 8000 Sędzia: Marco Rodríguez (Meksyk) |
|                     |                                                      |                |                                 |                                                                                       |

| 26 marca 2005 20:00 | Gwatemala · Guillermo Ramírez 17' · Carlos Ruíz 30' · Carlos Ruíz 38' · Dwight Pezzarossi 78' · Dwight Pezzarossi 87' | 5:1(3:1)raport | Trynidad i Tobago · Carlos Edwards 32' | Estadio Mateo Flores, Gwatemala Widzów: 22 506 Sędzia: Kevin Stott (Stany Zjednoczone) |
|                     | |                |                                        |                                                                                        |

| 27 marca 2005 12:07 | Meksyk · Jared Borgetti 30' · Zinha 32' | 2:1(2:0)raport | Stany Zjednoczone · Eddie Lewis 58' | Estadio Azteca, Meksyk Widzów: 84 000 Sędzia: Rodolfo Sibrian (Salwador) |
|                     |                                         |                |                                     |                                                                          |

| 30 marca 2005 16:30 | Trynidad i Tobago | 0:0raport | Kostaryka | Hasely Crawford Stadium, Port-of-Spain Widzów: 8000 Sędzia: Mauricio Navarro (Kanada) |
|                     |                   |           |           |                                                                                       |

| 30 marca 2005 19:00 | Stany Zjednoczone · Eddie Johnson 11' · Steve Ralston 69' | 2:0(1:0)raport | Gwatemala | Legion Field, Birmingham Widzów: 31 624 Sędzia: Ramesh Ramdhan (Trynidad i Tobago) |
|                     |                                                           |                |           |                                                                                    |

| 30 marca 2005 20:30 | Panama · Luis Tejada 75' | 1:1(0:1)raport | Meksyk · Ramón Morales 26' | Estadio Rommel Fernández, Panama Widzów: 13 000 Sędzia: Jose Pineda (Honduras) |
|                     |                          |                |                            |                                                                                |

| 4 czerwca 2005 17:30 | Stany Zjednoczone · Landon Donovan 10' · Landon Donovan 62' · Brian McBride 87' | 3:0(1:0)raport | Kostaryka | Rice-Eccles Stadium, Salt Lake City Widzów: 40 576 Sędzia: Carlos Batres (Gwatemala) |
|                      |                                                                                 |                |           |                                                                                      |

| 4 czerwca 2005 18:30 | Trynidad i Tobago · Stern John 34' · Dennis Lawrence 71' | 2:0(1:0)raport | Panama | Hasely Crawford Stadium, Port-of-Spain Widzów: 18 000 Sędzia: Peter Prendergast (Jamajka) |
|                      |                                                          |                |        |                                                                                           |

| 4 czerwca 2005 19:00 | Gwatemala | 0:2(0:2)raport | Meksyk · Zinha 41' · Gustavo Cabrera 45' (sam.) | Estadio Mateo Flores, Gwatemala Widzów: 26 723 Sędzia: Brian Hall (Stany Zjednoczone) |
|                      |           |                |                                                 |                                                                                       |

| 8 czerwca 2005 19:00 | Meksyk · Jared Borgetti 63' · Luis Pérez 88' | 2:0(0:0)raport | Trynidad i Tobago | Estadio Universitario, San Nicolás de los Garza Widzów: 32 833 Sędzia: Kevin Stott (Stany Zjednoczone) |
|                      |                                              |                |                   | |

| 8 czerwca 2005 20:00 | Kostaryka · Carlos Hernández 34' · Rónald Gómez 65' · Paulo Wanchope 90+2' | 3:2(1:0)raport | Gwatemala · Roberto Villatoro 74' · Mario Rodríguez 77' | Estadio Ricardo Saprissa Aymá, San José Widzów: 10 500 Sędzia: Benito Archundia (Meksyk) |
|                      |                                                                            |                |                                                         |                                                                                          |

| 8 czerwca 2005 20:30 | Panama | 0:3(0:3)raport | Stany Zjednoczone · Carlos Bocanegra 6' · Landon Donovan 19' · Brian McBride 39' | Estadio Rommel Fernández, Panama Widzów: 15 000 Sędzia: Mauricio Navarro (Kanada) |
|                      |        |                |                                                                                  |                                                                                   |

| 17 sierpnia 2005 20:00 | Gwatemala · Felipe Baloy 70' (sam.) · Gonzalo Romero 90+3' | 2:1(0:1)raport | Panama · Julio Dely Valdés 19' | Estadio Mateo Flores, Gwatemala Widzów: 24 000 Sędzia: Rodolfo Sibrian (Salwador) |
|                        |                                                            |                |                                |                                                                                   |

| 17 sierpnia 2005 20:00 | Stany Zjednoczone · Brian McBride 2' | 1:0(1:0)raport | Trynidad i Tobago | Rentschler Field, East Hartford Widzów: 25 500 Sędzia: Marco Rodríguez (Meksyk) |
|                        |                                      |                |                   |                                                                                 |

| 17 sierpnia 2005 21:00 | Meksyk · Jared Borgetti 63' · Francisco Fonseca 86' | 2:0(0:0)raport | Kostaryka | Estadio Azteca, Meksyk Widzów: 27 000 Sędzia: Jose Pineda (Honduras) |
|                        |                                                     |                |           |                                                                      |

| 3 września 2005 16:30 | Trynidad i Tobago · Russell Latapy 48' · Stern John 85' · Stern John 86' | 3:2(0:1)raport | Gwatemala · Marvin Andrews 3' (sam.) · Gonzalo Romero 61' | Hasely Crawford Stadium, Port-of-Spain Widzów: 15 000 Sędzia: Benito Archundia (Meksyk) |
|                       |                                                                          |                |                                                           |                                                                                         |

| 3 września 2005 19:30 | Stany Zjednoczone · Steve Ralston 53' · DaMarcus Beasley 57' | 2:0(0:0)raport | Meksyk | Columbus Crew Stadium, Columbus Widzów: 24 685 Sędzia: Carlos Batres (Gwatemala) |
|                       |                                                              |                |        |                                                                                  |

| 3 września 2005 20:00 | Panama · Luis Tejada 90' | 1:3(0:1)raport | Kostaryka · Álvaro Saborío 44' · Walter Centeno 51' · Rónald Gómez 73' | Estadio Rommel Fernández, Panama Widzów: 21 000 Sędzia: Kevin Stott (Stany Zjednoczone) |
|                       |                          |                |                                                                        |                                                                                         |

| 7 września 2005 20:00 | Gwatemala | 0:0raport | Stany Zjednoczone | Estadio Mateo Flores, Gwatemala Widzów: 27 000 Sędzia: Marco Rodríguez (Meksyk) |
|                       |           |           |                   |                                                                                 |

| 7 września 2005 20:00 | Kostaryka · Álvaro Saborío 15' · Walter Centeno 50' | 2:0(1:0)raport | Trynidad i Tobago | Estadio Ricardo Saprissa Aymá, San José Widzów: 17 000 Sędzia: Carlos Batres (Gwatemala) |
|                       |                                                     |                |                   |                                                                                          |

| 7 września 2005 21:00 | Meksyk · Luis Pérez 31' · Rafael Márquez 54' · Jared Borgetti 59' · Francisco Fonseca 75' · Pável Pardo 76' | 5:0(1:0)raport | Panama | Estadio Azteca, Meksyk Widzów: 40 000 Sędzia: Brian Hall (Stany Zjednoczone) |
|                       | |                |        |                                                                              |

| 8 października 2005 19:00 | Kostaryka · Paulo Wanchope 34' · Carlos Hernández 60' · Carlos Hernández 88' | 3:0(1:0)raport | Stany Zjednoczone | Estadio Ricardo Saprissa Aymá, San José Widzów: 18 000 Sędzia: Benito Archundia (Meksyk) |
|                           |                                                                              |                |                   |                                                                                          |

| 8 października 2005 20:00 | Meksyk · Guillermo Franco 19' · Francisco Fonseca 48' · Francisco Fonseca 51' · Francisco Fonseca 62' · Francisco Fonseca 66' | 5:2(1:1)raport | Gwatemala · Carlos Ruíz 1' · Selvin Poniciano 53' | Estadio Alfonso Lastras, San Luis Potosí Widzów: 30 000 Sędzia: Peter Prendergast (Jamajka) |
|                           | |                |                                                   |                                                                                             |

| 8 października 2005 20:00 | Panama | 0:1(0:0)raport | Trynidad i Tobago · Stern John 61' | Estadio Rommel Fernández, Panama Widzów: 1000 Sędzia: Mauricio Navarro (Kanada) |
|                           |        |                |                                    |                                                                                 |

| 12 października 2005 18:00 | Gwatemala · Elmer Ponciano 2' · Freddy García 16' · Carlos Ruíz 30' | 3:1(3:0)raport | Kostaryka · Roy Myers 60' | Estadio Mateo Flores, Gwatemala Widzów: 23 912 Sędzia: Brian Hall (Stany Zjednoczone) |
|                            |                                                                     |                |                           |                                                                                       |

| 12 października 2005 20:00 | Trynidad i Tobago · Stern John 43' · Stern John 69' | 2:1(1:1)raport | Meksyk · Jaime Lozano 38' | Hasely Crawford Stadium, Port-of-Spain Widzów: 23 000 Sędzia: Jose Pineda (Honduras) |
|                            |                                                     |                |                           |                                                                                      |

| 12 października 2005 20:07 | Stany Zjednoczone · Kyle Martino 51' · Taylor Twellman 57' | 2:0(0:0)raport | Panama | Gillette Stadium, Boston Widzów: 2500 Sędzia: Gilberto Alcalá (Meksyk) |
|                            |                                                            |                |        |                                                                        |